# Atting

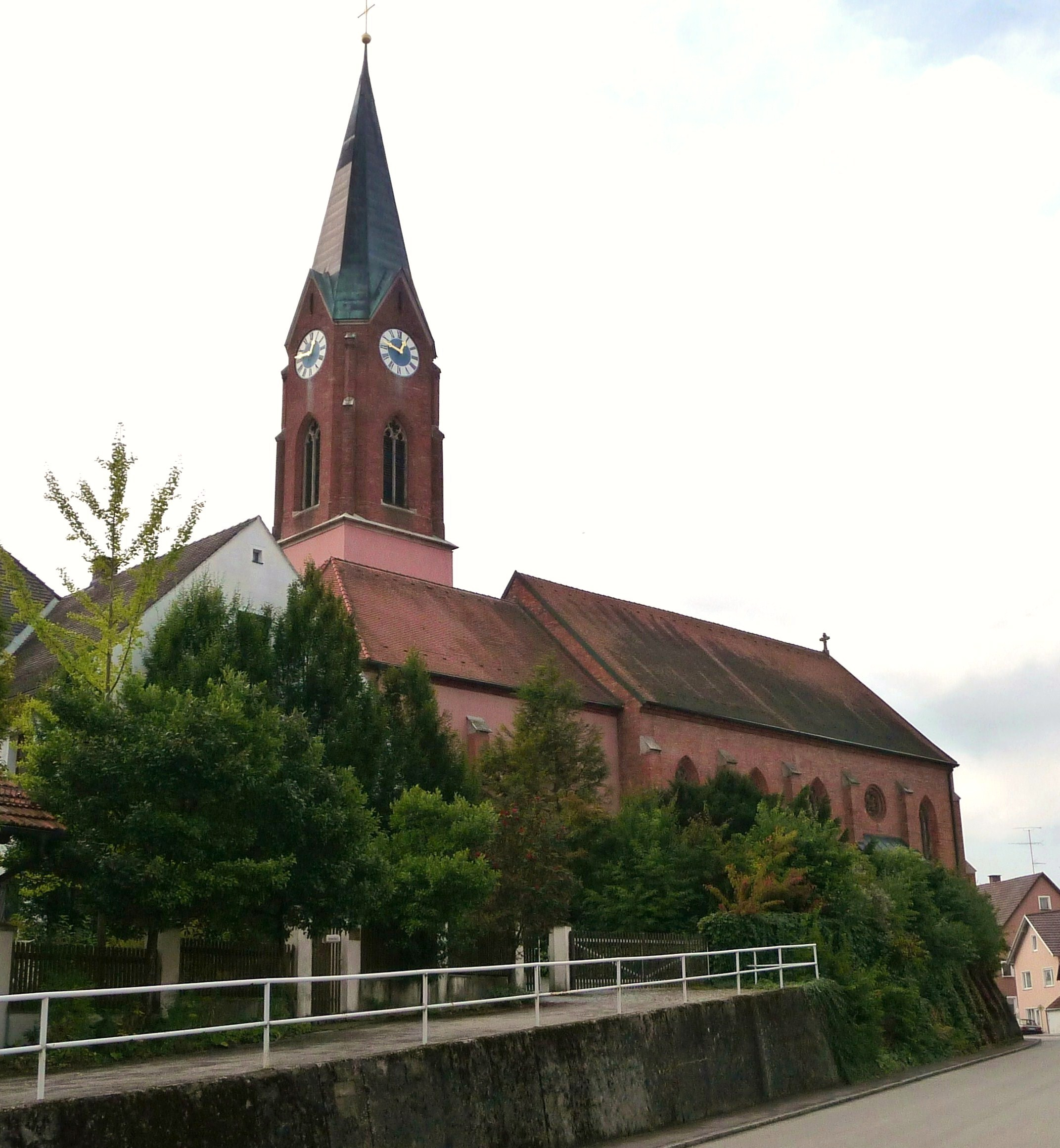
Die Pfarrkirche Mariä Himmelfahrt

Atting ist eine Gemeinde im niederbayerischen Landkreis Straubing-Bogen sowie Mitglied der Verwaltungsgemeinschaft Rain.

## Geografie
Die Gemeinde liegt in der Region Donau-Wald am Ausgang des Tals der Kleinen Laber.

### Gemeindegliederung
Es gibt fünf Gemeindeteile: den Hauptort und Pfarrdorf Atting, das Kirchdorf Rinkam, den Weiler Einhausen und die Einöden Bruckmühle und Wallmühle. Es gibt nur die Gemarkung Atting.
Bis 1946 gehörte Landstorf zur Gemeinde.

## Geschichte

### Bis zur Gemeindegründung
Atting wurde im Jahr 847 als Atinga erstmals urkundlich erwähnt. Es liegt der althochdeutsche Personenname Ato zugrunde. Es gehörte zum Rentamt und Gericht Straubing des Kurfürstentums Bayern. Im Zuge der Verwaltungsreformen in Bayern entstand mit dem Gemeindeedikt von 1818 die heutige Gemeinde.

### Religion
Zur katholischen Pfarrei Atting gehören neben der gesamten Gemeinde Atting die Ortschaften Wiesendorf und Bergstorf der Gemeinde Rain.

### Einwohnerentwicklung
Im Zeitraum 1988 bis 2023 wuchs die Gemeinde von 1117 auf 1702 um 585 Einwohner bzw. um 52,37 %.
- 1961: 0846 Einwohner
- 1970: 0843 Einwohner
- 1987: 1131 Einwohner
- 1991: 1222 Einwohner
- 1995: 1402 Einwohner
- 2000: 1597 Einwohner
- 2005: 1693 Einwohner
- 2010: 1647 Einwohner
- 2015: 1650 Einwohner
- 2016: 1676 Einwohner
- 2017: 1675 Einwohner
- 2018: 1693 Einwohner
- 2019: 1712 Einwohner
- 2020: 1732 Einwohner
- 2021: 1742 Einwohner
- 2022: 1702 Einwohner
- 2023: 1702 Einwohner

## Politik
Erster Bürgermeister ist seit dem 1. Mai 2008 Robert Ruber. Er wurde am 15. März 2020 als Wahlvorschlag von CSU/ÜPWG mit 88,2 % wiedergewählt.
Der Gemeinderat besteht in der Wahlperiode 2020–2026 aus dem ersten Bürgermeister, sechs Gemeinderatsmitgliedern der ÜPWG (Überparteiliche Wählergemeinschaft) und sechs Mitglieder der CSU.
Die Gemeindesteuereinnahmen betrugen im Jahre 2020 ca. 2,53 Mio. €, davon betrugen die Gewerbesteuereinnahmen (netto) ca. 1,05 Mio. €.

### Wappen
|                         | Blasonierung: „In Rot ein silberner Schrägwellenbalken, oben begleitet von einer goldenen heraldischen Lilie, unten von einem goldenen Mühlstein.“ |
| Wappenführung seit 1982 | |

## Baudenkmäler
- Die neugotische  Pfarrkirche Mariä Himmelfahrt wurde 1856 bis 1858 erbaut. Sie besitzt einen spätgotischen Chor mit einer Sandsteinmadonna um 1630.
- In Rinkam steht die Filialkirche St. Johannes der Täufer aus dem späten 12. Jahrhundert. Sie ist eine romanische Landkirche mit profanem Obergeschoss.
- Schloss Einhausen

## Wirtschaft und Infrastruktur

### Wirtschaft einschließlich Land- und Forstwirtschaft
Es gab im Jahr 2020 nach der amtlichen Statistik 486 sozialversicherungspflichtig Beschäftigte am Arbeitsort. Sozialversicherungspflichtig Beschäftigte am Wohnort gab es insgesamt 697. Im verarbeitenden Gewerbe gab es acht Betriebe, im Bauhauptgewerbe einen Betrieb. Zudem bestanden im Jahr 2016 19 landwirtschaftliche Betriebe mit einer landwirtschaftlich genutzten Fläche von 1209 ha, davon waren 902 ha Ackerfläche und 307 ha Dauergrünfläche.

### Verkehr
Der Verkehrslandeplatz Straubing-Wallmühle liegt im Gemeindebereich und beherbergt vier luftfahrttechnische Betriebe.

### Bildung
Es gibt folgende Einrichtungen (Stand: 2019):
- Kindergarten Maria Himmelfahrt (Träger: Kirchenstiftung Atting): 70 Kindergartenplätze, 12 Krippenplätze, mit insgesamt 78 Kindern

### Sonstiges
Seit 22. März 2015 ist die Gemeinde die erste und bislang einzige offizielle Fair-Trade-Stadt im Landkreis Straubing-Bogen.

## Persönlichkeiten

### Ehrenbürger
- Johann Firlbeck (1905–1990), bedeutender Pflanzenzüchter aus Rinkam
- Dekan Sebastian Kolbinger (1916–1997), langjähriger Pfarrer der Pfarrei Atting
- Ludwig Rothamer (* 1. Juni 1935, † 14. Juni 2011), Erster Bürgermeister der Gemeinde Atting von 1970 bis zum 31. Dezember 1993
- Adolf Lehner (* 8. April 1938), Erster Bürgermeister der Gemeinde Atting vom 1. Januar 1994 bis zum 30. April 2008

### Mit Atting verbunden
- Anton Wild (* 27. Mai 1914; † 1. November 1996), im Jahr 1970 Landrat des ehem. Landkreises Straubing
- Peter Zankl (* 24. Mai 1961), deutscher Eishockeytorwart
- Michael Jurack (* 14. Februar 1979), deutscher Judoka, wuchs in Rinkam auf
- Dominik Glöbl (* 25. Mai 1984), Musiker und Fernsehmoderator, wohnt in Atting